# Jeppe Mikkelsen
Jeppe Mikkelsen (født 1. februar 1991 i Aarhus) er tidligere medlem af Folketinget mellem 2011 og 2015 for Radikale Venstre. Han blev valgt til Folketinget ved valget i 2011 og blev herefter partiets retsordfører samt ordfører for Nordisk Råd, Grønland og Færøerne og ordfører for højskoler, efterskoler og friskoler.

## Baggrund
Jeppe Mikkelsen blev født i 1991 i Aarhus som søn af jurist Børge Sørensen og jurist Anne Mikkelsen.
Han er opvokset i Nim, lidt uden for Horsens.
Jeppe Mikkelsen fik Folkeskolens Afgangsprøve fra Rejsby Europæiske Efterskole hvor han gik fra 2006 til 2007 og han blev student fra Horsens Statsskole i 2010.
I perioden 2010-2011 arbejdede han som efterskolelærer på Vandel Efterskole, hvor han underviste i blandt andet engelsk og samfundsfag.
Mikkelsen er bosiddende i Aarhus.

## Politiske karriere
Jeppe Mikkelsen har været aktiv i Radikal Ungdom, hvor han blandt andet har været næstformand for Hovedbestyrelsen samt stiftet lokalafdelingen af Radikal Ungdom i Horsens, som han også var formand for frem til 2009.
Han var kandidat for det Radikale Venstre ved  kommunalvalget i 2009 i Horsens Kommune.
Han fik flest personlige stemmer (286),
men Radikale Venstre opnåede ikke en plads i byrådet.
I 2009 blev Mikkelsen opstillet som folketingskandidat for Radikale Venstre i Horsenskredsen.
Ved folketingsvalget i 2011 modtog han 1.500 personlige stemmer, og fik dermed Radikale Venstres tredje mandat af tre i Østjyllands Storkreds.
I august 2014 meddelte Mikkelsen at han ikke ville stille op til næste folketingsvalg. Frem for et farvel til politik betegnede han det som en pause og gav som grund: "mit liv er meget langt, og jeg bliver nødt til at prøve kræfter med andre udfordringer også. Jeg skal kunne andet end det politiske håndværk."

## Reference
1. ↑  Jesper Kildebogaard (29. november 2013). "Radikale Venstre får 22-årig it-ordfører". Version2.
2. 1 2 3 4 5 6  Jeppe Mikkelsen på Folketingets hjemmeside
3. ↑  "Nyt politisk dynasti fra Nim". Horsens Folkeblad.
4. ↑  "20-årig radikal bliver Folketingets yngste". BT.
5. ↑  "Kommunalvalg, Personlige stemmer, Horsens Kommune". KMD.
6. ↑  "Horsens". Berlingske.
7. ↑  "RESULTATER - ØSTJYLLANDS STORKREDS". Hentet 21. juni 2015.
8. ↑  "Befolkning og valg" (PDF). Arkiveret fra originalen (PDF) 12. marts 2014. Hentet 21. juni 2015.
9. ↑  "Jeppe Mikkelsen siger "På gensyn"". Det Radikale Venstre. 30. august 2014. Arkiveret fra originalen 4. marts 2016. Hentet 22. november 2014.